# Casa all'ariete di pietra
La casa all'ariete di pietra (Dům U Kamenného beránka) è situata a Praga nella piazza della Città Vecchia della città. Essa deve il suo nome alla scultura del XVI secolo che raffigura una ragazza con una pecora con un solo corno, quindi assieme a un unicorno. Per questo la casa è stata chiamata anche all'unicorno di pietra.